# Арлекін Валентин
«Арлекін Валентин» (англ. Harlequin Valentine) — оповідання (1999) та графічний роман (2001) Ніла Геймана. За основу твору взято комедію масок та пантоміму арлекінади. В одному зі своїх інтерв'ю Ніл Гейман так описав своє нове творіння: «Це розповідь з точки зору невидимого арлекіна, який закохався в одну молоду леді і тепер мусить якось виявити свою любов. Історія починається тим, що він вирізає своє серце та пришпилює його до її вхідних дверей».

## Сюжет
Події відбуваються 14 лютого, на День святого Валентина. Арлекін буквально пришпилює власне серце до вхідних дверей Міссі, яка віддак намагається з'ясувати походження цього незвичайного подарунка. Арлекін йде назирцем за своєю «Коломбіною», аби довідатись, що вона зробить з його подарунком. Цілком неочікувано Міссі з'їдає сире серце та перевтілюється на нового арлекіна, а старий арлекін, зі свого боку, трансформується на простого хлопця на ім'я Піт, який працює в закусочній.
Комікс також супроводжує есей Ніла Геймана про італійську комедію дель арте та англійську арлекінаду.

## Публікації
Першопочатково Ніл Гейман писав оповідання «Арлекін Валентин» для антології «Дивний атракціон» (2000), що містить оповідання різних авторів, які написали історії, що ілюструють та супроводжують кожну з кабінок кінетичної скульптури оглядового колеса Лайзи Снеллінгс-Кларк. 2001 року Ніл Гейман та ілюстратор Джон Болтон опублікували однойменний графічний роман у видавництві «Dark Horse Books». 2006 року оповідання увійшло до складу збірки «Крихкі речі».

## Адаптації
Польська трупа «Слуги Метатрона» (пол. Słudzy Metatrona), що складається зі членів Сілезького клубу фантастики, здійснила театральну адаптацію коміксу. Роль Арлекіна виконав Якуб Цвєк, а Міссі — Клаудія Гайнце.